# Pio Müller da Fontoura
Pio Müller da Fontoura (? —?) foi um político brasileiro.
Foi eleito, em 3 de outubro de 1950, deputado estadual, pelo PSD, para a 38ª Legislatura da Assembleia Legislativa do Rio Grande do Sul, de 1951 a 1955.